# Araçariguama
Araçariguama é um município do estado de São Paulo, no Brasil, situado na Região Metropolitana de Sorocaba, na Mesorregião Macro Metropolitana Paulista e na Microrregião de Sorocaba. Sua população, conforme estimativa do IBGE de 2024, era de 22 168 habitantes. É conhecido como "O Portal do Interior".

## Topônimo
"Araçariguama" é um termo tupi que significa "lugar em que os araçaris bebem água", através da junção dos termos arasari (araçari), 'y (água), 'u (beber) e aba (lugar).

## História

### História colonial
A história da cidade remonta a 1590, quando o Capitão-Mor de São Paulo de Piratininga, o  mameluco Affonso Sardinha, registrou a presença de ouro de lavagem próximo ao Morro do Vuturuna.Em 04 de Dezembro de 1605,  Affonso Sardinha promoveu a construção de uma capela homenageando Santa Bárbara perto do Morro do Cantagalo, onde se descobriu mais ouro.
A Capela de Nossa Senhora da Penha foi construída em 1648. Nessa mesma localização, Gonçalo Bicudo Chassin deu início ao que se tornaria o povoado de Araçariguama. A capela originalmente foi construída em taipa de pilão. Em 1653 a capela foi elevada à paróquia e hoje é a igreja matriz do município.

#### Século XIX
Em 12 de fevereiro de 1844 Araçariguama deixou de pertencer a Santana de Parnaíba e foi incorporada à Vila de São Roque como uma freguesia. Em 16 de abril de 1874 se tornou oficialmente um município independente.

#### Século XX
Em 1926 começou a exploração de ouro na Mina do Ouro de Araçariguama pela empresa  a empresa “Saint George Gold Mine”, produzindo 45 kg de minério por mês.  Em 1934 a mina foi lacrada por decreto de Getúlio Vargas por desvio de minérios e Araçariguama foi reincorporada a de São Roque como Distrito de Paz.
Em 1962 durante o governo estadual de Ademar de Barros, foi construída a Rodovia Castelo Branco, considerada na década a maior rodovia da América Latina, rodovia que atende também ao Distrito de Araçariguama.

#### Emancipação e história recente
Sob a liderança de Severino Alves Filho, o movimento de emancipação garantiu autonomia política à Araçariguama após plebiscito realizado em 19 de maio de 1991, data essa que ficou lembrada como " O DIA DO SIM! " pois foi a resposta dada pela grande maioria da população que nas urnas do plebiscito mudaram a história da pequena vila, acolhendo a mesma data como o aniversário de emancipação. A condição de município foi instaurada pela Lei Estadual de nº 7.644/91 assinada pelo governador de São Paulo Luiz Antonio Fleury Filho.  A lei rege que o município diz que o mesmo "começa no espigão entre os Rios Tietê e São João ou Barueri, na cabeceira mais setentrional do córrego do Sabiá; vai, daí, em reta, ao alto do morro Itapoçu e, por nova reta de rumo Oeste, vai até o ribeirão do Colégio, pelo qual desce até a foz do ribeirão Santo Antônio; sobe por este até a foz do córrego Ibaté; segue pelo contraforte da margem esquerda do córrego Ibaté até o divisor entre as águas dos ribeirões Putribu de Baixo e do Colégio; segue por este divisor em demanda da cabeceira sudoriental do córrego da Grama; desce por este até sua foz no ribeirão Putribu de Baixo, pelo qual desce até sua foz no ribeirão Putribu de Cima, onde tiveram início estas divisas."
Em 1º de janeiro de 1993, o líder emancipador Severino Alves Filho,  assumiu como prefeito, sendo seguido em 1997 por Moysés de Andrade, figura conservadora que havia lutado contra a emancipação.
Em 2001, a prefeitura foi assumida por Carlos Aymar, reeleito em  2004. Carlos Aymar se afastou do governo em 31 de março de 2008, sendo seguido pelo então vice-prefeito Raul Ribas, que administrou até 31 de dezembro de 2008. De 2009 a 2016 o prefeito foi Roque Normélio Hoffmann. Em 2016, Liliana Medeiros de Almeida Aymar foi eleita prefeita, a primeira mulher a exercer o cargo desde a emancipação do município. Nas eleições de 2020, Rodrigo de Andrade foi eleito prefeito para o quadriênio 2021 a 2024. 
De acordo com o site oficial do Instituto Brasileiro de Geografia e Estatística (IBGE), Araçariguama tem 145,204 km² de extensão territorial. A cidade faz divisa com os municípios de Cabreúva, Itu, Pirapora do Bom Jesus, Santana de Parnaíba e São Roque. A população estimada da cidade em 2020 é de 22.860 pessoas. Já o número de eleitores aptos a votar é de 16.978 pessoas de acordo com o Tribunal Superior Eleitoral (TSE). Araçariguama é conhecida como "O Portal do Interior."
Na cidade, a Praça Santos Dumont possui o segundo avião presidencial do Brasil, o Vickers VC-90, reformado como um cinema após 2006.

### Igreja Nossa Senhora da Penha
Edificada em 1648, a Capela Nossa Senhora da Penha foi o local onde Gonçalo Bicudo Chassin deu início ao vilarejo que, mais tarde, se tornaria o povoado de Araçariguama. Construída em taipa de pilão, a Igreja de Nossa Senhora da Penha, que, em 1653, foi elevada à condição de paróquia e que, hoje, é a matriz do município, foi uma das mais importantes do território, então pertencente à Vila de Parnaíba.
A igreja localiza-se na área central do município e nas proximidades do Morro do Voturuna, onde, outrora, se encontravam os principais veios auríferos de São Paulo, tendo sido explorado por Affonso Sardinha já em 1578
Depois de várias reformas em suas bases, principalmente as registradas em 1772 e 1833 e a última entre 1965 e 1967, a Igreja de Nossa Senhora da Penha foi vitimada por algumas transformações em sua estrutura arquitetônica, resguardando, porém, as características básicas do período de sua construção.
No contexto da expansão territorial de São Paulo, guarda, em sua existência, um dos principais referenciais históricos de toda a região.

## Geografia
Localiza-se a uma latitude 23º26'19" sul e a uma longitude 47º03'41" oeste, estando a uma altitude de 695 metros. Possui uma área de 146,3 km².

### Hidrografia
- Represa de Pirapora, Rio Tietê, Ribeirão do Colégio, Córrego dos Macacos, Ribeirão Igavetá

### Rodovias
- Presidente Castello Branco - SP-280
- Rodovia Gregório Spina
- Rodovia Lívio Tagliassachi (Araçariguama-São Roque)
- Estrada Itapevi-Araçariguama
- Estrada de Acesso a São Roque (54 km)

## Demografia

### População
| Crescimento populacional                             | Crescimento populacional | Crescimento populacional | Crescimento populacional |
| Ano                                                  | População Total          |                          | %±                       |
| ---------------------------------------------------- | ------------------------ | ------------------------ | ------------------------ |
| 1872                                                 | 1 624                    |                          |                          |
| 1890                                                 | 2 202                    |                          | 35,6%                    |
| 1900                                                 | 4 326                    |                          | 96,5%                    |
| 1910                                                 | 5 251                    |                          | 21,4%                    |
| 1920                                                 | 4 310                    |                          | −17,9%                   |
| 1925                                                 | 4 534                    |                          | 5,2%                     |
| 2000                                                 | 11 154                   |                          | —                        |
| 2010                                                 | 17 080                   |                          | 53,1%                    |
| 2022                                                 | 21 522                   |                          | 26,0%                    |
| Est. 2024                                            | 22 168                   | [ 9 ]                    | 3,0%                     |
| Fontes: Censos Demográficos IBGE e Estimativas SEADE |                          |                          |                          |

### Dados demográficos
Dados do Censo - 2010
População total: 17 080
- Homens: 8 697
- Mulheres: 8 383

Densidade demográfica (hab./km²): 117,62
Mortalidade infantil até 1 ano (por mil): 20,26
Expectativa de vida (anos): 75,5
Taxa de fecundidade (filhos por mulher): 1,81g
Taxa de alfabetização: 83,69%
Índice de Desenvolvimento Humano (IDH-M): 0,704
- IDH-M Renda: 0,717
- IDH-M Longevidade: 0,814
- IDH-M Educação: 0,597

(Fonte: IPEADATA)

## Política e administração

### Governo
- Prefeito: Rodrigo de Andrade (Republicanos) (2021/2024)
- Vice-prefeito: Leandro Amaro de Andrade (PL) (2021/2024)
- Presidente da Câmara: Dr. Marco Dal Bello (PTB) (2023/2024)

### Símbolos municipais
Brasão e bandeira
O brasão e a bandeira do município incluem um escudo mostrando uma estrelas (símbolo de "esperança de sucesso"), a Mina do Cantagalo, uma engrenagem, o Morro do Voturuna, uma faixa prateada representando o Rio Tietê, e um araçari (ave). Fora do escudo encontram-se representados as culturas de milho e algodão, um bandeirante, um religioso e uma coroa mural.

## Infraestrutura

### Transportes
A cidade conta com 4 empresas do transporte coletivo de passageiros:
- Bamonte Transportes [15] (transporte municipal);
- Viação Danúbio Azul (transporte intermunicipal, pela ARTESP): para São Roque, Itapevi e Pirapora do Bom Jesus;
- Rápido Luxo Campinas Ltda. (transporte metropolitano, pela EMTU): para São Roque, Mairinque e Alumínio;
- Viação Cometa (Transporte Rodoviário, pela ARTESP): para São Roque e São Paulo.

### Comunicações
O sistema de telefones automáticos, assim como o sistema de discagem direta à distância (DDD) com o código de área (011), foram implantados na década de 90 pela Telecomunicações de São Paulo (TELESP).

## Cultura e lazer

### Pontos de interesse

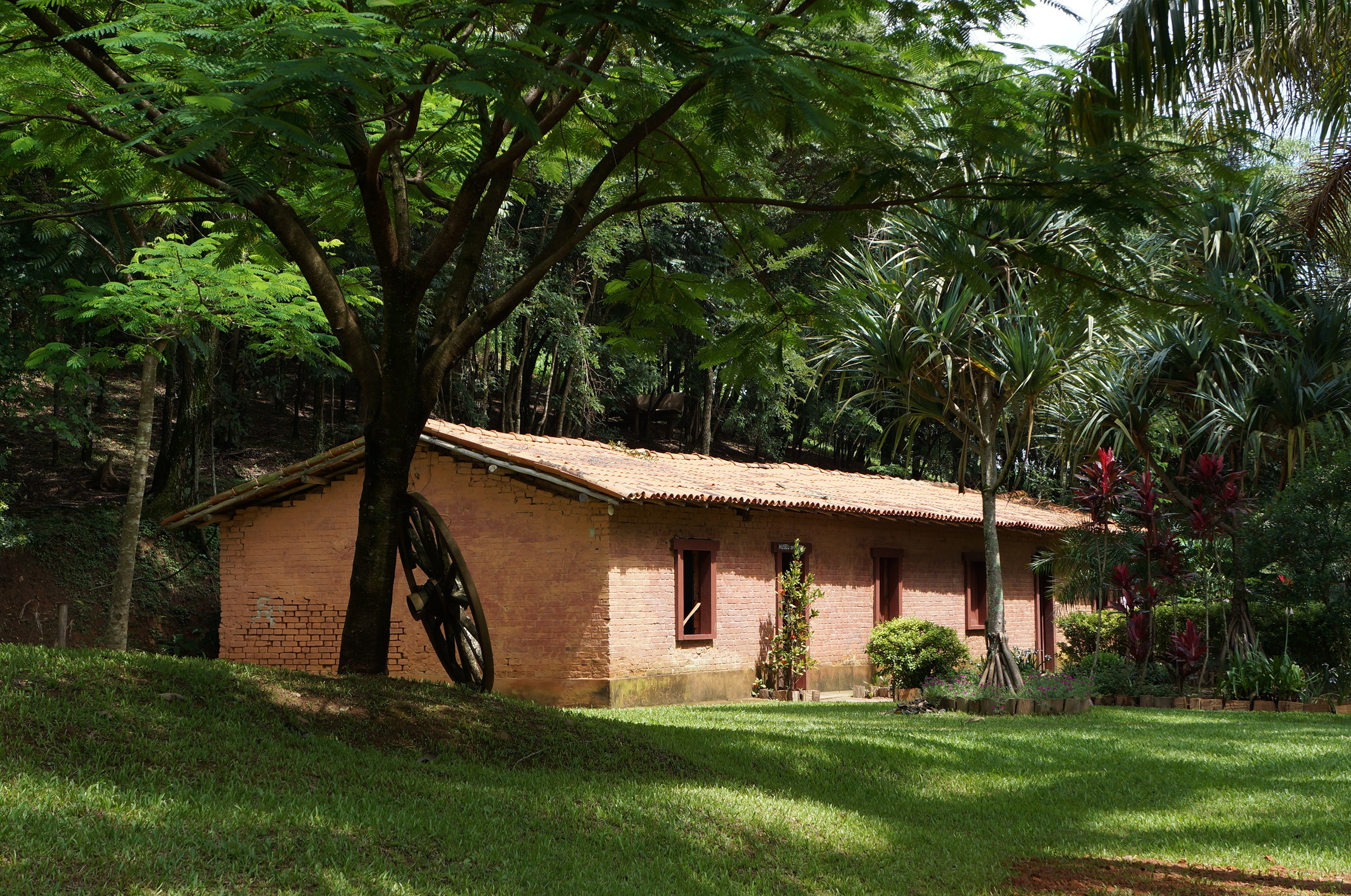
Museu da mina de ouro de Araçariguama.

A Fazenda São Joaquim, que cria os cavalos responsáveis pela produção de soro antiofídico pelo Instituto Butantan fica em Araçariguama.  Lá há também um processo de reflorestamento, uma parceria que inclui compensação ambiental da concessionária CCR Via Oeste. A fazenda não é aberta para visitação. 
No município encontra-se também o mirante do Morro do Mombaça (antigo CLUBE MOMBAÇA DE VOO LIVRE), mirante Pedreira Votorantim, mirante do Avião e a cachoeira do Mombaça.
Outro ponto de interesse é o Box 54, uma garagem para diversos tipos de carro e um museu privado de carros clássicos de acesso aberto mediante compra de ingresso.

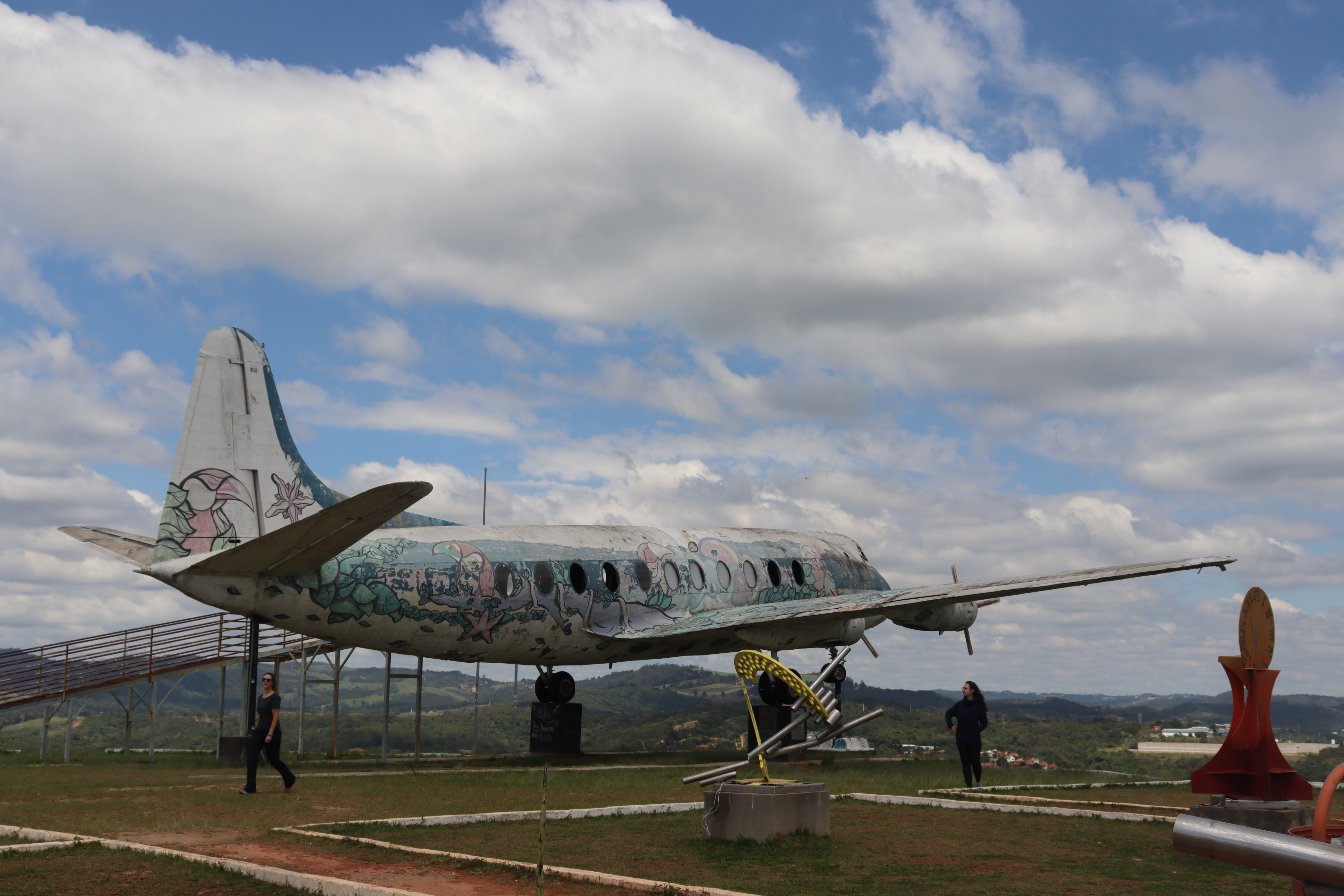
Praça Santos Dumont, com o avião Vickers VC-90 2100 usado por Juscelino Kubitschek.

A mina de ouro de Araçariguama, que já foi a maior de São Paulo, foi convertida em um museu histórico para visitação.
Um dos pontos turísticos da cidade é a Praça Santos Dumont, contando com estátuas de metal feitas pelo artista plástico Lúcio Bittencourt  e o cine-avião, uma aeronave comprada pela prefeitura em 2006 por 80 mil reais e restaurada para exposição na praça. 

## Religião
O Cristianismo se faz presente na cidade da seguinte forma:

### Igreja Católica
- A igreja faz parte da Diocese de Osasco.[26]

### Igrejas Evangélicas
Entre as igrejas protestantes históricas, pentecostais e neopentecostais, encontram-se na cidade:
- Assembleia de Deus Ministério do Belém.[29][30]
- Congregação Cristã no Brasil.[31]